# Юрхарівське – Ямбург/УКПГ-15
Юрхарівське – Ямбург/УКПГ-15 – газопроводи, за допомогою яких забезпечили видачу продукції гігантського Юрхарівського газоконденсатного родовища, розробка якого почалась в 2003 році.
Перший етап розробки Юрхарівського родовища включав спорудження газопроводу довжиною 80 км та діаметром 1020 мм до Ямбурзького родовища, від якого беруть початок потужні газотранспортні системи Ямбург – Тула, «Прогрес», Ямбург – Єлець, Ямбург – Поволжя. Також виконали перемичку довжиною 30 км з тим саме діаметром 1020 мм до установки комплексної підготовки газу №15 (УКПГ-15) на Північно-Уренгойському родовищі.
В 2008-му стала до ладу друга черга облаштування Юрхарівського родовища, яка включала газопровід довжиною 87 км та діаметром 1420 мм. Є відомості, що на 51-му кілометрів траси він має перемичку з газопроводом Ямбург – Уренгой.